# パリタプレビル
パリタプレビル（Paritaprevir、開発コードABT-450）はアシルスルホンアミドであり、NS3およびNS4Aセリンプロテアーゼ阻害薬である。C型肝炎の治療に用いられる。リトナビルおよびリバビリンとの組み合わせで12週間治療した場合の24週後のウイルス学的有効率はジェノタイプ1で95%である。薬剤の結合部位から考えてもパリタプレビルへの抵抗性は少ないが、NS3の155位および168位のアミノ酸変異により薬剤抵抗性が生じることが知られている:248。
2015年9月、オムビタスビル、リトナビルとの3剤配合剤が承認された。詳細はオムビタスビル・パリタプレビル・リトナビルを参照。